# Sistem de operare web
În metacomputing, un sistem de operare web (în engleză: WebOS sau Web operating system) este un termen care descrie servicii de rețea Internet pentru aplicații distribuite scalabile, cum ar fi proiectul WebOS de la universitatea UC Berkeley din SUA  sau și proiectul WOS  . În aceste exemple domeniul sistemului de operare web acoperă întreg Internetul, inclusiv World Wide Web.

## Clasificare
Următoarea listă clasifică sistemele de operare web după platforma pe care sunt construite:
- Platforma Adobe Flash
  - PcVirt
  - DesktopTwo
  - G.ho.st

- Platforma JavaScript și HTML
  - EyeOS
  - Netvibes
  - OnlineOS
  - YouOS